# Cem İlkel
Cem İlkel (Istanbul, 21 agosto 1995) è un tennista turco.

## Carriera
Fa parte della squadra turca di Coppa Davis dal 2013. Nel gennaio 2020 ha vinto il primo incontro in un tabellone principale del circuito ATP al Qatar Open. Il mese successivo ha vinto il suo primo torneo Challenger a Quimper, battendo in finale Maxime Janvier. Nel 2021 ha superato le qualificazioni agli US Open accedendo per la prima volta al tabellone principale di uno Slam.

## Statistiche
Aggiornate al 13 marzo 2023.

### Tornei minori

#### Singolare

##### Vittorie (5)
| Legenda tornei minori |
| Challenger (1)        |
| Futures (4)           |

| N. | Data            | Torneo                         | Superficie  | Avversario in finale | Punteggio     |
| 1. | 9 novembre 2014 | Turkey F39, Adalia             | Cemento     | Dmitry Popko         | 6-3, 6-1      |
| 2. | 29 gennaio 2017 | Turkey F3, Adalia              | Cemento     | Tallon Griekspoor    | 6-4, 1-0 rit. |
| 3. | 1 aprile 2018   | Turkey F12, Adalia             | Terra rossa | Marko Miladinović    | 2-6, 6-2, 6-2 |
| 4. | 10 giugno 2018  | Uzbekistan F4, Namangan        | Cemento     | Roman Safiullin      | 6-1, 7–6(12)  |
| 5. | 2 febbraio 2020 | Open Quimper Bretagne, Quimper | Cemento (i) | Maxime Janvier       | 7–6(6), 7-5   |

##### Sconfitte (20)
| N.  | Data              | Torneo                                         | Superficie  | Avversario in finale | Punteggio           |
| 1.  | 27 aprile 2014    | Egypt F15, Sharm el-Sheikh                     | Terra rossa | Petros Chrysochos    | 3-6 3-6             |
| 2.  | 1 giugno 2014     | Turkey F18, Adalia                             | Cemento     | David Rice           | 6-4, 4-6, 3-6       |
| 3.  | 31 agosto 2014    | Turkey F29, Adalia                             | Cemento     | Dimitar Kuzmanov     | 1-6, 3-6            |
| 4.  | 23 agosto 2015    | Turkey F33, Smirne                             | Cemento     | Benjamin Bonzi       | 6(2)–7, 5-7         |
| 5.  | 1 novembre 2015   | Turkey F43, Adalia                             | Cemento     | Yannik Reuter        | 7-5, 6(9)–7, 6(2)–7 |
| 6.  | 13 dicembre 2015  | Turkey F49, Adalia                             | Cemento     | Michal Konečný       | 0-6, 1-6            |
| 7.  | 3 aprile 2016     | Turkey F13, Adalia                             | Cemento     | David Pérez Sanz     | 2-6, 6(1)–7         |
| 8.  | 17 aprile 2016    | Turkey F15, Adalia                             | Cemento     | Marc Sieber          | 6-2, 4-6, 4-6       |
| 9.  | 29 maggio 2016    | Turkey F21, Adalia                             | Cemento     | Christoper Heyman    | 3-6, 6(5)–7         |
| 10. | 26 giugno 2016    | Turkey F25, Muğla/Marmaris                     | Cemento     | Riccardo Bellotti    | 5-7, 5-7            |
| 11. | 25 settembre 2016 | Türk Telecom İzmir Cup, Smirne                 | Cemento     | Marsel İlhan         | 2-6, 4-6            |
| 12. | 26 marzo 2017     | Turkey F11, Adalia                             | Cemento     | Marvin Netuschil     | 7-5, 5-7, 1-6       |
| 13. | 14 maggio 2017    | Karshi Challenger, Karshi                      | Cemento     | Jahor Herasimaŭ      | 3-6, 6(4)–7         |
| 14. | 19 novembre 2017  | Egypt F34, Sharm el-Sheikh                     | Cemento     | Roman Safiullin      | 5-7, 6(3)–7         |
| 15. | 3 dicembre 2017   | Turkey F45, Adalia                             | Terra rossa | Lenny Hampel         | 5-7, 6-4, 3-6       |
| 16. | 3 giugno 2018     | Uzbekistan F3, Andijan                         | Cemento     | Sanjar Fayziev       | 6(7)–7, 4-6         |
| 17. | 25 luglio 2021    | Open de Tenis Ciudad de Pozoblanco, Pozoblanco | Cemento     | Altuğ Çelikbilek     | 1-6, 7–6(2), 3-6    |
| 18. | 7 novembre 2021   | Internazionali di Tennis di Bergamo, Bergamo   | Cemento (i) | Holger Rune          | 5-7, 6(6)–7         |
| 19. | 23 ottobre 2022   | Vilnius Open, Vilnius                          | Cemento (i) | Mattia Bellucci      | 1-6, 6-3, 7-5       |
| 20. | 12 marzo 2023     | Challenger Lugano, Lugano                      | Cemento (i) | Otto Virtanen        | 4-6, 6(5)–7         |

#### Doppio

##### Vittorie (13)
| Legenda tornei minori |
| Challenger (0)        |
| Futures (13)          |

| N.  | Data             | Torneo                     | Superficie  | Compagno         | Avversari in finale                         | Punteggio           |
| 1.  | 9 febbraio 2014  | Turkey F2, Adalia          | Cemento     | Anıl Yüksel      | Carlos Boluda Purkiss Roberto Ortega Olmedo | 6-0, 7–6(3)         |
| 2.  | 8 giugno 2014    | Turkey F19, Bodrum         | Terra rossa | Efe Yurtaçan     | Barış Ergüden Anıl Yüksel                   | 6-4, 7-5            |
| 3.  | 22 giugno 2014   | Turkey F21, Istanbul       | Cemento     | Efe Yurtaçan     | Sarp Ağabigün Altuğ Çelikbilek              | 6-4, 7–6(5)         |
| 4.  | 22 febbraio 2015 | Egypt F6, Sharm el-Sheikh  | Cemento     | Anıl Yüksel      | Lucas Miedler Maximilian Neuchrist          | 6(1)–7, 6-3, [10-7] |
| 5.  | 12 luglio 2015   | Turkey F27, Istanbul       | Cemento     | Anıl Yüksel      | Sarp Ağabigün Muhammet Haylaz               | 6-4, 7–6(2)         |
| 6.  | 30 agosto 2015   | Turkey F34, Adalia         | Cemento     | Tuna Altuna      | Vadim Alekseenko Miliaan Niesten            | 6-0, 6-1            |
| 7.  | 27 dicembre 2015 | Turkey F52, Adalia         | Cemento     | Tuna Altuna      | Sarp Ağabigün Altuğ Çelikbilek              | 4-6, 6-2, [10-6]    |
| 8.  | 26 giugno 2016   | Turkey F25, Muğla/Marmaris | Cemento     | Tuna Altuna      | Hugo Dellien Federico Zeballos              | 7-5, 6-3            |
| 9.  | 4 dicembre 2016  | Turkey F48, Adalia         | Cemento     | Tuna Altuna      | Marat Deviatiarov Aleksandar Lazov          | 6-4, 6-2            |
| 10. | 25 dicembre 2016 | Turkey F51, Adalia         | Cemento     | Yankı Erel       | Olexiy Kolisnyk Oleg Prihodko               | 6-4, 6-3            |
| 11. | 19 marzo 2017    | Turkey F51, Adalia         | Cemento     | Tuna Altuna      | Sander Gillé Jonas Vliegen                  | 0-6, 6-2, [10-8]    |
| 12. | 25 marzo 2018    | Turkey F11, Adalia         | Terra rossa | Altuğ Çelikbilek | Rafael Matos Marcelo Zormann                | 1-6, 6-4, [10-8]    |
| 13. | 1 aprile 2018    | Turkey F12, Adalia         | Terra rossa | Anıl Yüksel      | Olexiy Kolisnyk Oleg Prihodko               | 4-6, 6-2, [10-7]    |

##### Sconfitte (11)
| N.  | Data             | Torneo                           | Superficie  | Compagno        | Avversari in finale                      | Punteggio               |
| 1.  | 1 giugno 2014    | Turkey F18, Adalia               | Cemento     | Efe Yurtaçan    | Marat Deviatiarov Barış Ergüden          | 5-7, 2-6                |
| 2.  | 11 gennaio 2015  | Turkey F1, Adalia                | Cemento     | Efe Yurtaçan    | Arata Onozawa Shuichi Sekiguchi          | 3-6, 6-1, [5-10]        |
| 3.  | 10 maggio 2015   | Egypt F17, Sharm el-Sheikh       | Cemento     | Barış Ergüden   | Karim-Mohamed Maamoun Sherif Sabry       | 4-6, 2-6                |
| 4.  | 1 novembre 2015  | Turkey F43, Adalia               | Cemento     | Tuna Altuna     | Aleksandr Bublik Darko Jandrić           | 6-3, 4-6, [8-10]        |
| 5.  | 8 novembre 2015  | Turkey F44, Adalia               | Terra rossa | Tuna Altuna     | Tomislav Brkić Darko Jandrić             | 6(3)–7, 3-6             |
| 6.  | 20 dicembre 2015 | Turkey F50, Adalia               | Cemento     | Tuna Altuna     | Lenny Hampel David Pichler               | 2-6, 1-6                |
| 7.  | 19 giugno 2016   | Turkey F24, Adalia               | Cemento     | Goran Marijan   | Franco Agamenone Nicolás Alberto Arreche | 6(5)–7, 7–6(3), [11-13] |
| 8.  | 12 novembre 2017 | Egypt F33, Sharm el-Sheikh       | Cemento     | Tuna Altuna     | Adrian Andrzejczuk Vladyslav Manafov     | 1-6, 0-6                |
| 9.  | 19 novembre 2017 | Egypt F34, Sharm el-Sheikh       | Cemento     | Tuna Altuna     | Vladyslav Manafov Roberto Ortega Olmedo  | 3-6, 4-6                |
| 10. | 26 novembre 2017 | Egypt F35, Sharm el-Sheikh       | Cemento     | Tuna Altuna     | Vladyslav Manafov David Pérez Sanz       | 2-6, 3-6                |
| 11. | 18 febbraio 2018 | Chennai Open Challenger, Chennai | Cemento     | Danilo Petrović | Sriram Balaji Vishnu Vardan              | 6(5)–7, 7-5, [5-10]     |